# Albert Hasselwander
Albert Hasselwander (* 2. April 1877 in Miesbach; † 7. März 1954 in Arlaching) war ein deutscher Mediziner.
Hasselwander war Professor für Anatomie an der Universität Erlangen und 1924/25 deren Rektor.
Er ist Verfasser von über 60 wissenschaftlichen Aufsätzen. Seit 1937 war Hasselwander Mitglied der Leopoldina.